# Jesús Franco
Jesús „Jess” Franco (ur. 12 maja 1930 w Madrycie, zm. 2 kwietnia 2013 w Maladze) – hiszpański reżyser, scenarzysta, operator filmowy i aktor.

## Życiorys

### Wczesne lata
Urodził się w Madrycie w rodzinie pochodzenia kubańsko-meksykańskiego. Od najmłodszych lat interesował się muzyką, a w wieku sześciu lat pod opieką starszego brata Enrique tworzył swoje pierwsze kompozycje. Był wielkim fanem jazzu, szczególnie twórczości Clifforda Browna i Jamesa P. Johnsona. Jako dziecko jego ulubionymi filmami były sobotnie poranne seriale Republic Pictures i zawsze miał słabość do hollywoodzkich filmów noir z lat 40. XX wieku. 
Po zakończeniu hiszpańskiej wojnie domowej wstąpił do Real Conservatorio de Madrid, aby uczyć się gry na fortepianie. Po ukończeniu studiów prawniczych wstąpił do Institut des hautes études cinématographiques w Paryżu i zaczął rozwijać karierę jako reżyser. Studiował też techniki reżyserskie w Paryżu i po przyjeździe do Hiszpanii pracował jako asystent dyrektora reżyserów, w tym również takich jak Juan Antonio Bardem, Luis García Berlanga czy Orson Welles.

### Kariera
Jego najwcześniejszym filmem fabularnym, jako współscenarzysta i asystent reżysera, był meksykańsko–hiszpański spaghetti western przygodowy El Coyote (1954). Jego kariera rozpoczęła się, kiedy zrealizował komedię fantasy Mamy po 18 lat (Tenemos 18 Años, 1959) i dramat kryminalny Czerwone usta (Labios rojos, 1960). W 1960  otrzymał Nagrodę Specjalną w kategorii Najlepszy hiszpańskojęzyczny film krótkometrażowy za Estampas guipuzcoanas número 2: Pío Baroja (1960).
Jego kultowy film Okropny doktor Orloff (Gritos en la noche, 1962) otrzymał szeroką dystrybucję w Stanach Zjednoczonych i Wielkiej Brytanii. Pracował pod pseudonimem David Khune i Frank Hollmann. Kolejne realizacje to Cień Zorro (Cabalgando hacia la muerte, 1962), Miss Muerte (1965), Necronomicon – Geträumte Sünden (1967), The Castle of Fu Manchu (1968), Dziewięćdziesiąt dziewięć kobiet (Der heiße Tod, 1968) z Herbertem Lomem, Mercedes McCambridge i Marią Schell, Justine (Justine ovvero le disavventure della virtù, 1968) z Klausem Kinski i Rominą Power, Wenus w futrze (Paroxismus – Può una morta rivivere per amore?, 1969) z Jamesem Darrenem i Barbarą McNair, Wampiryczne lesbijki (1971), Robinson i jego dzikie niewolnice (Robinson und seine wilden Sklavinnen, 1972) z Barbarą Nielsen i Danielem Martínem, La comtesse noire (1973), Frauengefängnis (1975) i Die Liebesbriefe einer Portugiesischen Nonne (1977).
Jednak pomimo sukcesu dwóch filmów z Christopherem Lee – Krwawy sędzia (El Juez Sangriento, 1969) i Hrabia Dracula (El Conde Dracula, 1969), nigdy nie osiągnął komercyjnego sukcesu. W 1970 przeniósł się z Hiszpanii do Francji. Realizował niskobudżetowe filmy o przemocy. Jego filmy koncentrowały się wokół lesbijskich wampirów, kobiet w więzieniu i poszukiwań seksualnych, w tym kilka opartych było na tekstach markiza de Sade’a. Jego filmy często zawierały długie niekontrolowane sceny nagich kobiet, kręcone (na podłodze lub w łóżku) w nieprzerwanych ujęciach (np. Les possédées du diable (1974) czy La Comtesse noire (1975)). Z czasem wiele osób z branży uznało go za reżysera filmów pornograficznych z powodu ogromnej liczby produkcji dla dorosłych, oznaczonych X.
W 2009 otrzymał nagrodę Goya za całokształt twórczości i nagrodę Huevo de Colón Award w Walencji.
Zmarł 2 kwietnia 2013 w Maladze w wieku 82 lat.

## Filmografia

### obsada aktorska
- 1956: W 80 dni dookoła świata
- 1962: Okropny doktor Orloff jako pianista
- 1970: Książę Dracula jako służący Van Helsinga
- 1973: Dziewica wśród żywych trupów (Christina, princesse de l’érotisme) jako Basilio
- 1977: Elza – Nikczemna strażniczka jako dr Milton Arcos
- 1999: Vampire Blues jako kupiec
- 2009: Take-Away Spirit jako J.W. Radek

### reżyser
- 1957: El Arbol de Espana
- 1960: Labios rojos
- 1966: Miss Muerte
- 1970: Juliette
- 1973: Relax Baby
- 1986: La Chica de los labios rojos

### scenarzysta
- 1955: El Coyote
- 1959: Luna de verano
- 1962: L’Ombra di Zorro
- 1985: Bahia blanca
- 1988: Trudna misja
- 2002: Killer Barbys vs. Dracula
- 2005: Snakewoman